# Flanders Open
Die Flanders Open waren ein Squashturnier für Herren in der belgischen Hafenstadt Antwerpen.
Das Turnier wurde 1998 ins Leben gerufen und gehörte mit 21.000 US-Dollar Preisgeld in der ersten Auflage zur Kategorie 2 Star. John White sicherte sich den Titel bei der Premiere des Turniers. Im Jahr darauf rückte es mit 35.000 US-Dollar Preisgeld in der Wertungskategorie eine Stufe hinauf. In den Jahren 2000 und 2001 gehörte es schließlich zur Kategorie 5 Star mit 65.000 bzw. 60.000 US-Dollar Preisgeld. Nach Siegen von Jonathon Power im Jahr 1999 und Peter Nicol im Jahr 2000 gelang es John White, die Austragung im Jahr 2001 zu gewinnen und sich damit als einziger Spieler zweimal den Titel bei dem Turnier zu sichern.

## Sieger
| Jahr | Sieger         | Finalgegner  | Ergebnis                         |
| ---- | -------------- | ------------ | -------------------------------- |
| 2001 | John White     | Paul Price   | 15:10, 13:15, 13:15, 15:13, 15:7 |
| 2000 | Peter Nicol    | Ahmed Barada | 15:14, 15:5, 3:0 Aufgabe         |
| 1999 | Jonathon Power | Martin Heath | 15:8, 15:5, 15:9                 |
| 1998 | John White     | Martin Heath | 15:6, 17:16, 15:9                |